# Oratorio di San Lorenzo (Bardi)
L'oratorio di San Lorenzo è un luogo di culto cattolico dalle forme barocche, situato a Chiesabianca, frazione di Bardi, in provincia di Parma e diocesi di Piacenza-Bobbio; è sussidiario della parrocchiale di San Giovanni Battista e della Beata Maria Vergine Addolorata di Bardi e fa parte del vicariato della Val Taro e Val Ceno.

## Storia
Il luogo di culto originario fu costruito in epoca medievale; la più antiche testimonianze della sua esistenza risalgono all'XI secolo.
L'edificio fu ampliato fino alle dimensioni odierne presumibilmente entro il XIV secolo, come dimostrato da visite pastorali successive.
Verso la fine del XVIII secolo la chiesa, ristrutturata in forme barocche in epoca imprecisata, fu unita a quella di San Martino di Rugarlo per costituire un'unica parrocchia.
Probabilmente nel XIX secolo furono edificati il campanile e la canonica adiacente.
Tra il 1958 e il 1959 la parte sommitale della torre campanaria fu ricostruita; nel 1961 fu risistemata anche la copertura della chiesa.
Nel 1981 il luogo di culto, minacciato da movimenti franosi del terreno, fu sottoposto a lavori di consolidamento strutturale.

## Descrizione

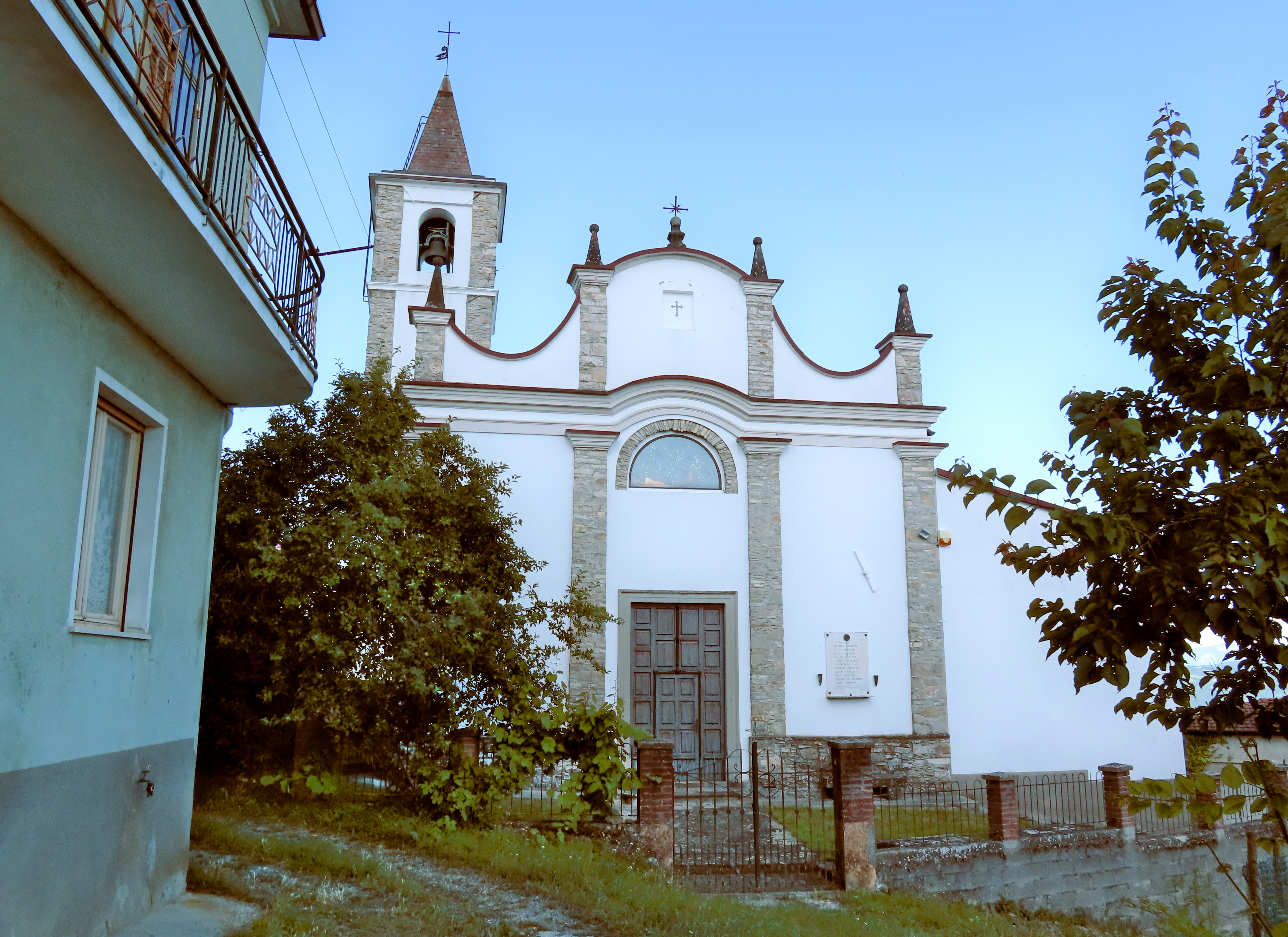
Facciata

L'oratorio si sviluppa su un impianto a navata unica affiancata da tre cappelle per lato, con ingresso a ovest e presbiterio a est.
La simmetrica facciata, parzialmente intonacata, è orizzontalmente divisa in due parti da un cornicione mistilineo modanato in aggetto. Inferiormente si elevano su un basamento quattro lesene in pietra coronate da capitelli dorici; al centro è collocato l'ampio portale d'ingresso, delimitato da una cornice in arenaria; più in alto si apre un finestrone a lunetta, sormontato da un'arcata a tutto sesto in pietra. Superiormente si ergono in continuità con quelle sottostanti quattro lesene coronate da piccoli pinnacoli piramidali; a coronamento si staglia nel mezzo un frontone curvilineo, mentre ai lati due volute si raccordano con le estremità più basse.
Dal fianco destro aggetta il volume della sagrestia; al termine del lato sinistro si eleva il campanile intonacato, decorato con lesene in pietra sugli spigoli; la cella campanaria si affaccia sulle quattro fronti attraverso ampie monofore ad arco a tutto sesto; a coronamento, oltre il cornicione perimetrale in aggetto, si erge un'aguzza guglia piramidale.
All'interno la navata, coperta da una volta a botte lunettata, è scandita in tre campate da paraste doriche; le cappelle laterali, voltate a botte, si affacciano sull'aula attraverso ampie arcate a tutto sesto.
Il presbiterio, lievemente sopraelevato, è preceduto dall'arco trionfale a sesto ribassato; l'ambiente, chiuso superiormente da una volta a botte lunettata, è suddiviso in due campate da due lesene doriche, a sostegno del cornicione perimetrale in aggetto; al centro è collocato l'altare maggiore a mensa in marmo di Carrara, con paliotto ornato con una croce in bronzo dorato, realizzato tra il 1990 e il 2000.